# Дионисий Папаянусис
Дионисий, известен в Сърбия с фамилията Папазоглу, Пападопулос (на гръцки: Διονύσιος; на сръбски: Дионисије Поповић), е гръцки духовник, белградски митрополит на Вселенската патриаршия (1785 - 1791) и будимски митрополит на Карловацката патриаршия (1791 – 1828).

## Биография
Роден e в 1750 година в южномакедонския град Сервия (Серфидже), тогава в Османската империя, днес в Гърция, под името Димитриос Папаянусис (Δημήτριος Παπαγιαννούσης). Учи в Кожани при Кирил Аграфски, а после при Калиникос Баркосис, когото в 1777 година замества като учител в кожанското училище. След като овдовява оставя преподаването и се занимава с богословие. Приема монашество под името Дионисий. В 1783 година е ръкоположен за белградски епископ и въведен в сан митрополит. По време на епископството си в Белград обновява църквата „Свети Николай“ в манастира Йошаница на 23 април 1786 година. При предаването на Белград от австрийците на османците през 1791 година след Свищовския договор, митрополит Дионисий се оттегля в Австрия, където е назначен от митрополит Стефан Стратимирович за будимски митрополит. Умира на 28 януари 1828 година в Буда и е погребан в катедралата в Сентендре.